# María José Vargas

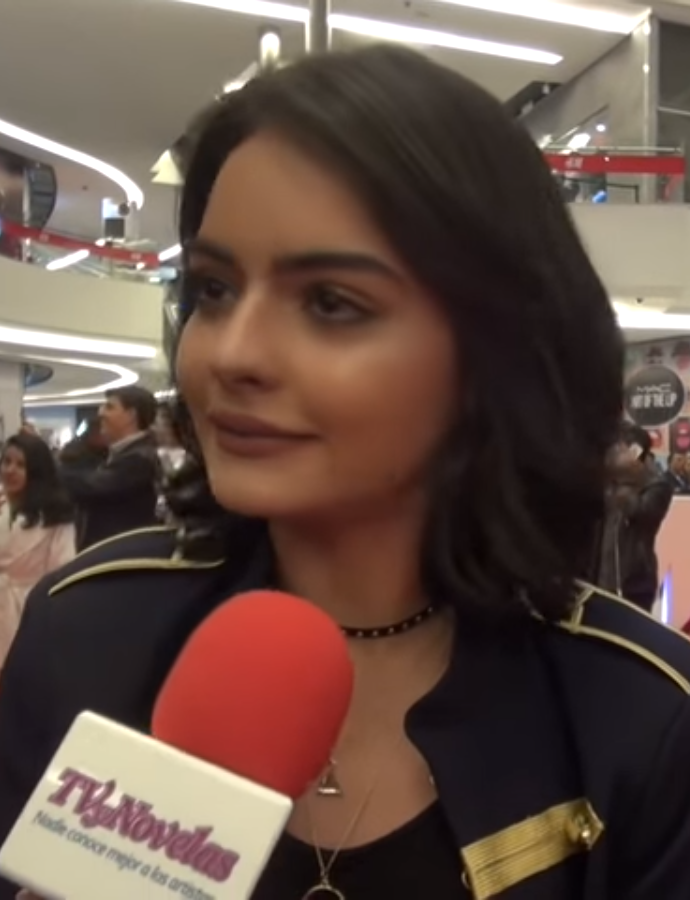
Majo Vargas

María José Vargas Agudelo (* 22. Juli 2001 in Agudelo, Kolumbien) ist eine kolumbianische Schauspielerin und Model.

## Leben
Vargas hatte 2011 ihren ersten Fernsehauftritt in der Telenovela „Tres Milagros“. Weiterhin ist sie in Fernsehserien wie „Lady, la vendedora de rosas“, „Las santísimas“ und „Francisco el Matemático“ zu sehen.
Im Jahr 2018 erlangte sie internationale Bekanntheit durch die Rolle der Ruth Olivera aus der kolumbianischen Telenovela NOOBees.

## Filmographie
- 2015: Lady, la vendedora de rosas (Fernsehserie)
- 2018: La reina del flow (Fernsehserie)
- 2018–2020: NOOBees (Fernsehserie)
- 2019: Bolívar (Fernsehserie)
- 2021: El Cartel de los Sapos – El Origen (Fernsehserie)
- 2022: Las Villamizar (Fernsehserie)
- 2023: Tía Alison (Fernsehserie)
- 2023: Voice of Shadows
- 2024: Darío Gómez El Rey del Despecho (Fernsehserie)

## Persönliches
Sie ist die jüngere Schwester der kolumbianischen Schauspielerin Yuri Vargas.